# إيغور كوزمين
إيغور كوزمين (بالإستونية: Igor Kuzmin) هو مجدف إستوني، ولد في 23 نوفمبر 1982 في نارفا في إستونيا.

## وصلات خارجية
- إيغور كوزمين على موقع الاتحاد الدولي للتجديف (الإنجليزية)
- إيغور كوزمين على موقع اللجنة الأولمبية الدولية (الإنجليزية)
- إيغور كوزمين على موقع أوليمبيديا (الإنجليزية)